# التآمر (مجموعة قصصية)

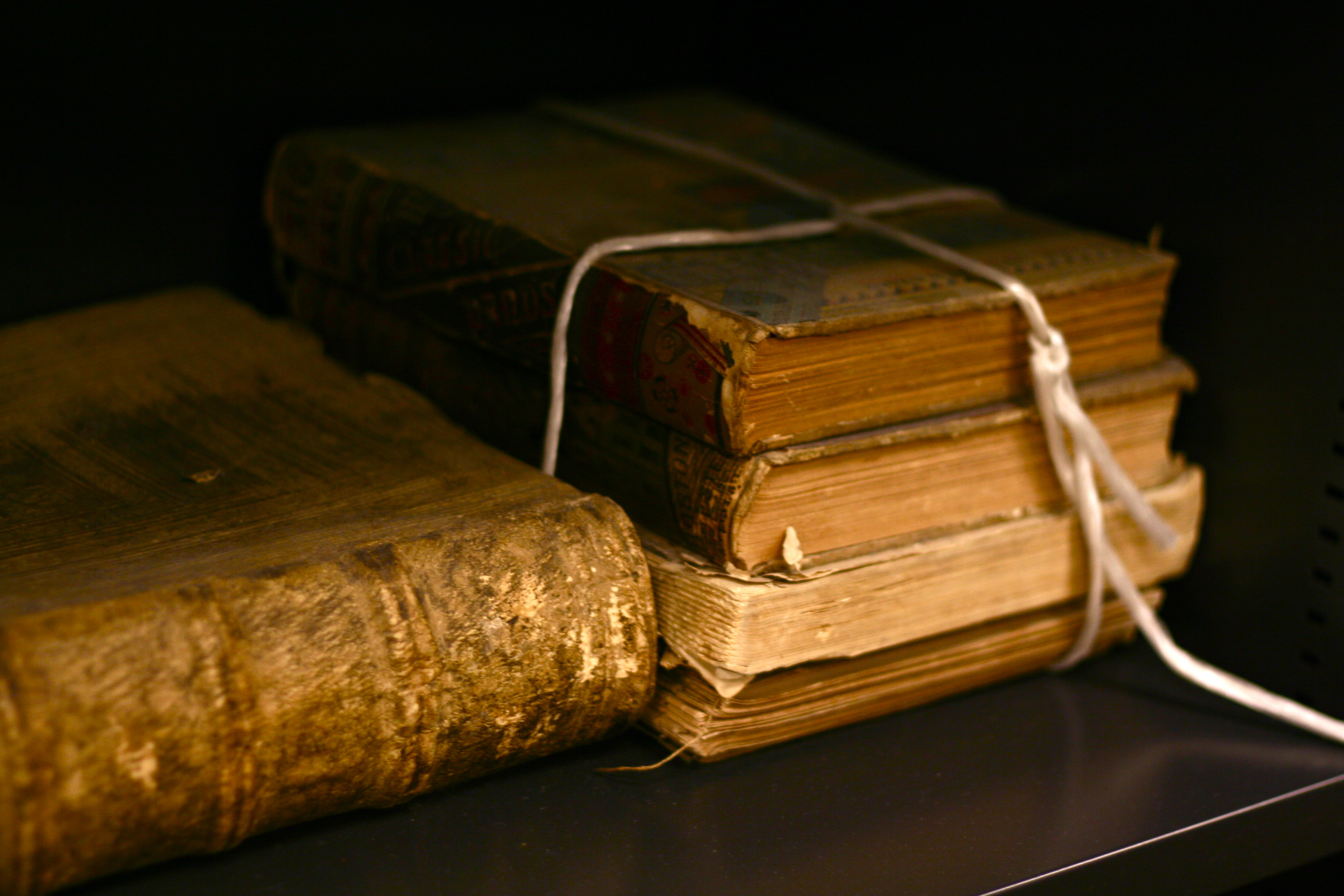
مجموعة التآمر نشرت بواسطة صندوق الثقافة الاقتصادية، المكسيك.

المجموعة القصصية التآمر (بالإسبانية: Confabulario)‏، يعد العمل الثاني لخوان خوسيه أريولا عام 1959، وذلك بعد اختراع فاريا عام 1949، ويعده الكثيرون أول عمل حقيقى لأريولا.

## المحتوى
المجموعة القصصية التآمر تتضمن القصص التالية:
| - ماخض الجبال. - حقا أقول لكم (أقصوصةعن إنقاذ الروح (من الكتاب المقدس)). - وحيد القرن - المجلة (أدب الرعب) - محولجي (أدب الرمزية) - التلميذ - حواء (أقصوصةعن الجنس) - بنت من قرية صغيرة (أقصوصةعن الديوث) - سينسوا من رودس (أقصوصة دينية عن الحاجة الملحة إلى الله) - مونولوج المتمرد - المليجرام المعجزة - نابونيدوس - المنارة - بالتازار جيرارد - في الذاكرة (أقصوصةعن الجنس) | - طفل إتش بي - الإعلان (فن ساخر) - من المقذوفات - ترويض المرأة (فن ساخر) - بابلو (قصة تعكس مخاوف دينية وأزمات خطيرة نتيجة لعجز الإنسان عن حل وتفسير الرسالة الإلهية أو معنى وجوده في الحياة) - المثل من المقايضة - اتفاق مع الشيطان (قصة تعكس مخاوف دينية وأزمات خطيرة نتيجة لعجز الإنسان عن حل وتفسير الرسالة الإلهية أو معنى وجوده في الحياة) - التحول الديني (قصة تعكس مخاوف دينية وأزمات خطيرة نتيجة لعجز الإنسان عن حل وتفسير الرسالة الإلهية أو معنى وجوده في الحياة) - صمت الله - ثمار الأرض - سمعة سيئة - كوريدو (فن ساخر) - رسالة إلى الإسكافي الذي ينتج أحذية سيئة |  |